# アメリカシロヒトリ
アメリカシロヒトリ（アメリカ白火取・亜米利加白火取、Hyphantria cunea）は、鱗翅目（チョウ目）ヒトリガ科の一種。

## 分類
本種の属するヒトリガ科は従来ヤガ上科に属する独立の科として扱われていたが、近年は Erebidae 科の亜科 Arctiinae として扱うことも多い。

## 分布
北アメリカを原産地とする。
ヨーロッパ、中国、韓国、日本（北海道・本州・四国・九州）に外来種として移入分布する。
日本では第二次世界大戦後、アメリカ軍の軍需物資に付いて渡来したとされる。1945年に東京で発見されたのを最初に山手線沿線、中央線沿線に広がり、その後関東地方を中心に分布を広げた。

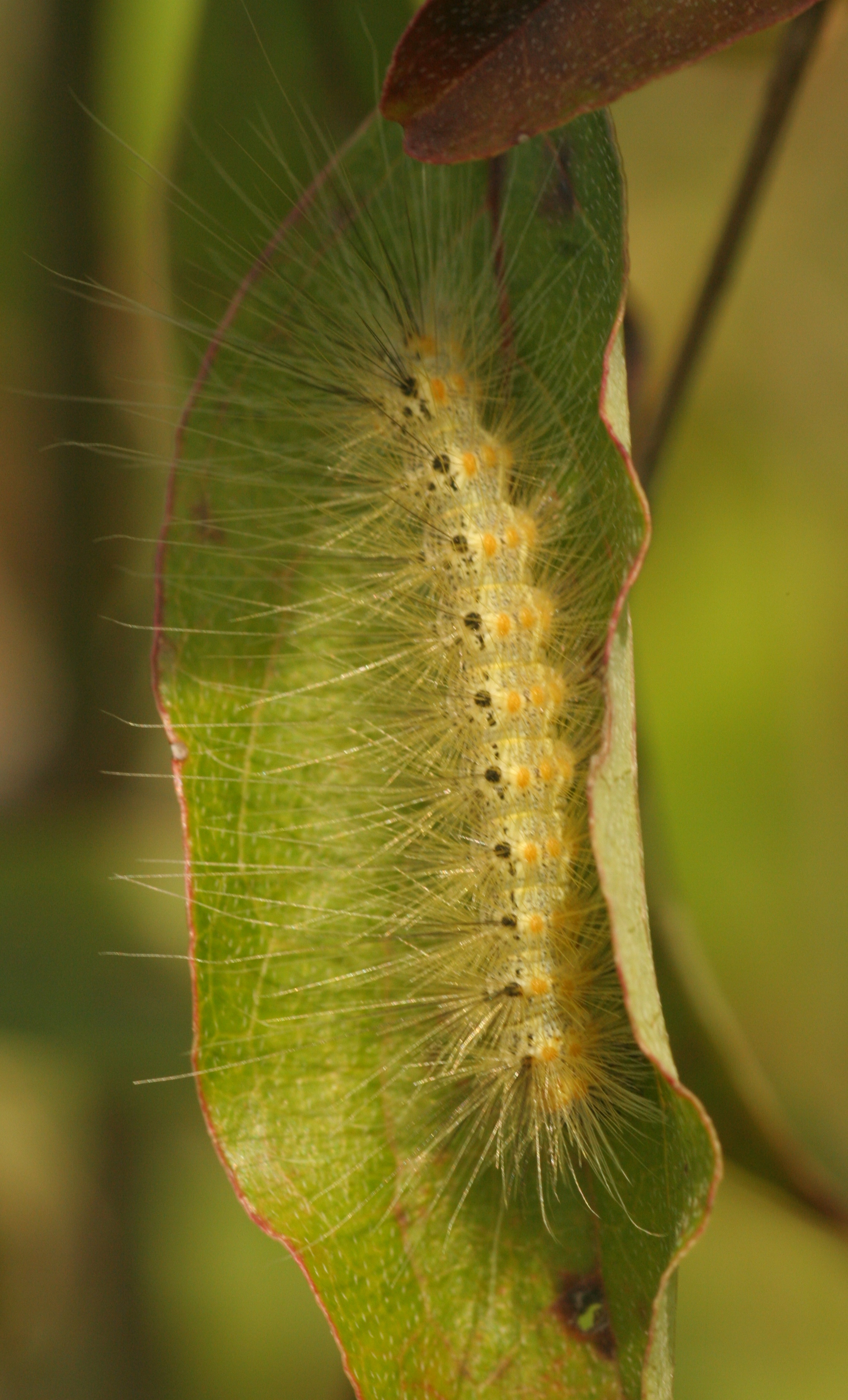
アメリカシロヒトリの幼虫

## 特徴
年2回（一部は3回）の発生で、樹幹の割れ目や樹皮下において蛹化し越冬する。成虫は5月から6月あるいは7月から8月にかけて現れる。成虫は長さ約1cm、翅を広げた大きさは約30mmで全体的に灰白色、体は赤味を帯びている。前翅には多数の小黒点があるが、2度目以降の発生種では黒点が消えかかる。
成虫は葉裏に産卵し、幼虫は5月から7月あるいは8月から9月にかけて現れる。幼虫は中齢期まで糸に覆われた巣で集団で生活し、葉脈以外の葉肉の部分を食害する。4齢以降は分散して葉を食害する。
雑食性で寄生植物は、プラタナス（スズカケノキ類）、トウカエデ、サクラ、ミズキ、クワなどである。

## 被害
毛虫に毒針毛はなく人体への直接の影響はない。ただし、アレルギー反応を示すことがある。
樹木の葉の食害、洗濯物や建物への付着、樹木の周囲が糞で汚されるなどの被害が出る。

## 駆除

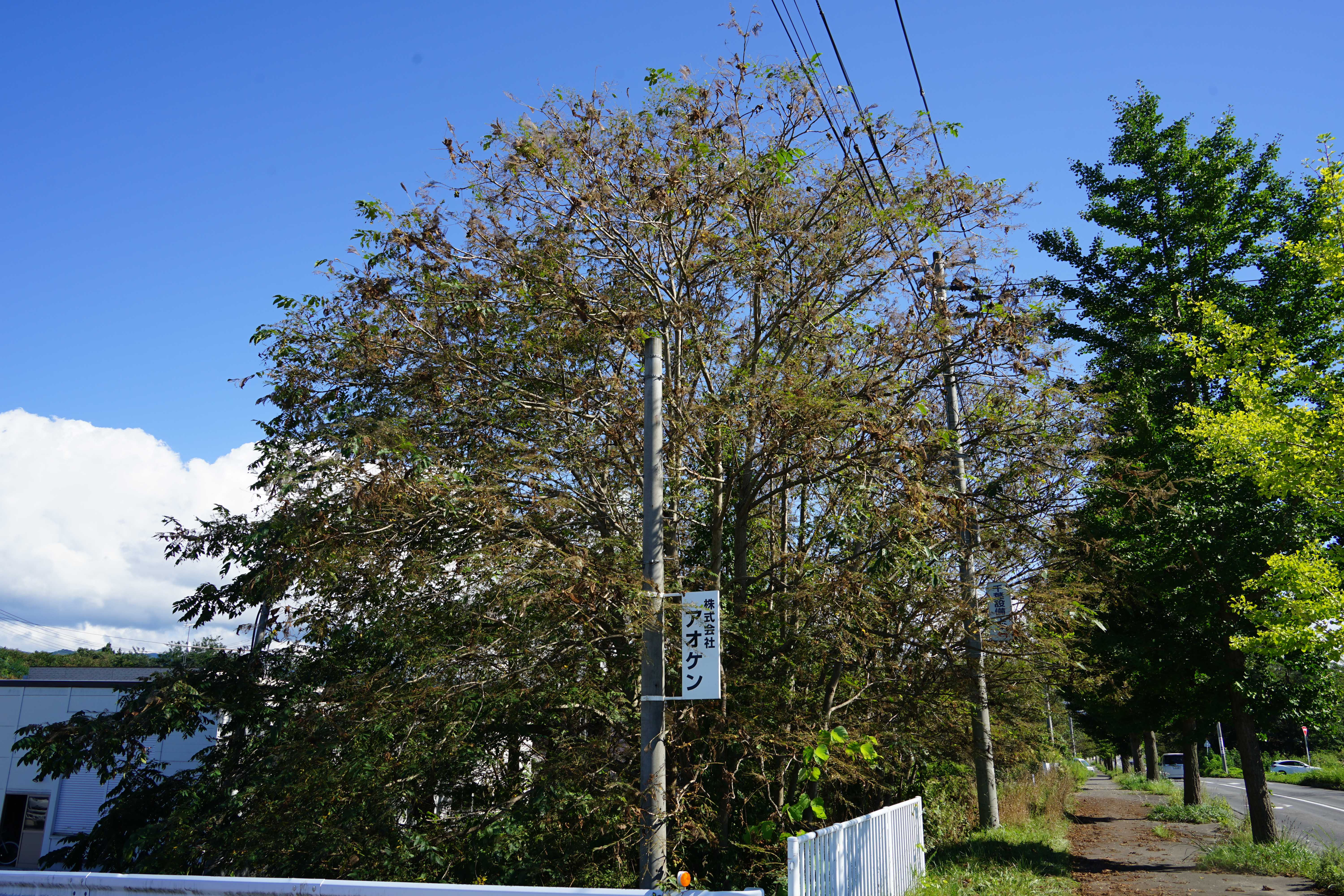
アメリカシロヒトリに食害されたオニグルミの木（青森市、2024年9月）

発生初期の群れになっている幼虫の段階で枝を切り取って踏みつぶす方法が最も効果的とされている。殺虫剤は、スミチオンやオルトラン水和剤などが一般的。